# Андрей Иванович Акинфов
Андре́й Ива́нович (ум. во второй половине XIV века) — боярин, старший сын боярина Ивана Акинфовича.

## Биография
Известно о нём немного. Согласно родословным, он был боярином. Судя по тому, что шестеро его сыновей были боярами, он занимал высокое положение.
Существует гипотеза, выдвинутая П. Н. Петровым, по которой Андрей Иванович отождествлялся с Андреем Ивановичем Кобылой, родоначальником многих московских родов, в том числе и Романовых. Однако никаких документальных свидетельств, доказывающих данную версию не существует.

## Брак и дети
Имя жены Андрея не упоминается. Согласно родословным, сыновьями Андрея были:
- Фёдор Свибло (ум. после 1400), боярин, родоначальник Свибловых
- Иван Хромой (ум. после 1400), боярин, родоначальник Хромых-Давыдовых и Фёдоровых
- Александр Остей (ум. после 1416), боярин, родоначальник Остеевых, Чоботовых, Чулковых и Жулебиных
- Иван Бутурля, боярин, родоначальник Бутурлиных
- Андрей Слизень, родоначальник Слизневых
- Фёдор Корова, бездетен
- Иван Зелёный, бездетен
- Михаил Челядня, боярин, родоначальник Челядниных

## В искусстве
Андрей Иванович является одним из действующих лиц в серии романов «Государи Московские» писателя Дмитрия Балашова.